# Campionato europeo femminile di pallamano 2006
Il campionato europeo femminile di pallamano 2006 è stata la settima edizione del massimo torneo di pallamano per squadre nazionali femminili, organizzato dalla European Handball Federation (EHF). Il torneo si è disputato dal 7 al 17 dicembre 2006 in Svezia in quattro impianti e le finali si sono disputate a Stoccolma. Vi hanno preso parte sedici rappresentative nazionali. Il torneo è stato vinto per la terza volta, la seconda consecutiva, dalla Norvegia, che in finale ha sconfitto la Russia per 27-24.

## Formato
Le sedici nazionali partecipanti sono state suddivise in quattro gironi da quattro squadre ciascuno. Le prime tre classificate accedevano alla seconda fase, dove sono state suddivise in due gironi da sei squadre ciascuno: ciascuna squadra portava nella seconda fase i punti conquistati contro le altre due qualificate del proprio girone e affrontava le altre tre squadre. Le prime due classificate accedevano alle semifinali, mentre le terze partecipavano alla finale per il quinto posto. Le prime tre classificate sono qualificate al campionato mondiale 2007. La prima classificata è qualificata al torneo femminile dei Giochi della XXIX Olimpiade.

## Impianti
Il torneo è stato disputato in quattro sedi in Svezia.
| Göteborg                        | Göteborg Malmö Skövde Stoccolma |
| ------------------------------- | ------------------------------- |
| Scandinavium Capacità: 12 312   | Göteborg Malmö Skövde Stoccolma |
|                                 | Göteborg Malmö Skövde Stoccolma |
| Malmö                           | Göteborg Malmö Skövde Stoccolma |
| Baltiska Hallen Capacità: 4 077 | Göteborg Malmö Skövde Stoccolma |
|                                 | Göteborg Malmö Skövde Stoccolma |
| Skövde                          | Göteborg Malmö Skövde Stoccolma |
| Arena Skövde Capacità: 2 400    | Göteborg Malmö Skövde Stoccolma |
|                                 | Göteborg Malmö Skövde Stoccolma |
| Stoccolma                       | Göteborg Malmö Skövde Stoccolma |
| Hovet Capacità: 8 094           | Göteborg Malmö Skövde Stoccolma |
|                                 | Göteborg Malmö Skövde Stoccolma |

## Qualificazioni
Le qualificazioni al campionato europeo si sono sviluppate su due fasi e vi hanno preso parte 25 squadre nazionali, eccetto la Svezia ammessa direttamente alla fase finale in qualità di Paese ospitante e le prime cinque classificate nell'edizione 2004 (Norvegia, Danimarca, Ungheria, Russia e Germania). Alla prima fase hanno preso parte 12 squadre nazionali, che sono state suddivise in due gironi da sei squadre ciascuno e le prime tre classificate e la migliore quarta venivano ammesse alla seconda fase. Le 20 squadre partecipanti alla seconda fase si sono affrontate in play-off e le undici vincitrici venivano ammesse alla fase finale.

## Squadre partecipanti
| Pr. | Squadra     | Qualificata come                         | Precedenti partecipazioni              |
| --- | ----------- | ---------------------------------------- | -------------------------------------- |
| 1   | Svezia      | Nazione organizzatrice della fase finale | 4 (1994, 1996, 2002, 2004)             |
| 2   | Norvegia    | Detentrice del titolo                    | 6 (1994, 1996, 1998, 2000, 2002, 2004) |
| 3   | Danimarca   | Seconda al campionato europeo 2004       | 6 (1994, 1996, 1998, 2000, 2002, 2004) |
| 4   | Ungheria    | Terza al campionato europeo 2004         | 6 (1994, 1996, 1998, 2000, 2002, 2004) |
| 5   | Russia      | Quarta al campionato europeo 2004        | 6 (1994, 1996, 1998, 2000, 2002, 2004) |
| 6   | Germania    | Quinta al campionato europeo 2004        | 6 (1994, 1996, 1998, 2000, 2002, 2004) |
| 7   | Macedonia   | Vincente i play-off                      | 2 (1998, 2000)                         |
| 8   | Croazia     | Vincente i play-off                      | 1 (2004)                               |
| 9   | Francia     | Vincente i play-off                      | 3 (2000, 2002, 2004)                   |
| 10  | Slovenia    | Vincente i play-off                      | 2 (2002, 2004)                         |
| 11  | Polonia     | Vincente i play-off                      | 2 (1996, 1998)                         |
| 12  | Ucraina     | Vincente i play-off                      | 6 (1994, 1996, 1998, 2000, 2002, 2004) |
| 13  | Austria     | Vincente i play-off                      | 6 (1994, 1996, 1998, 2000, 2002, 2004) |
| 14  | Paesi Bassi | Vincente i play-off                      | 2 (1998, 2002)                         |
| 15  | Serbia      | Vincente i play-off                      | 3 (2000, 2002, 2004)                   |
| 16  | Spagna      | Vincente i play-off                      | 3 (1998, 2002, 2004)                   |

## Sorteggio
Il sorteggio dei gironi si è svolto il 6 luglio 2006 a Göteborg.
| Urna 1                                     | Urna 2                                 | Urna 3                                   | Urna 4                                       |
| ------------------------------------------ | -------------------------------------- | ---------------------------------------- | -------------------------------------------- |
| - Norvegia - Danimarca - Ungheria - Russia | - Germania - Ucraina - Serbia - Spagna | - Slovenia - Austria - Francia - Croazia | - Svezia - Paesi Bassi - Macedonia - Polonia |

## Turno preliminare

### Gruppo A

#### Classifica finale
| Pos. | Squadra   | Pt | G | V | N | P | GF  | GS | DR  |
| ---- | --------- | -- | - | - | - | - | --- | -- | --- |
| 1.   | Ungheria  | 6  | 3 | 3 | 0 | 0 | 107 | 72 | +35 |
| 2.   | Austria   | 4  | 3 | 2 | 0 | 1 | 83  | 94 | -11 |
| 3.   | Macedonia | 2  | 3 | 1 | 0 | 2 | 72  | 81 | -9  |
| 4.   | Serbia    | 0  | 3 | 0 | 0 | 3 | 77  | 92 | -15 |

#### Risultati
| Skövde 7 dicembre 2006, ore 18:00 UTC+1 | Serbia | 23 – 25 (11-14) referto | Macedonia | Arena Skövde |

| Skövde 7 dicembre 2006, ore 20:15 UTC+1 | Ungheria | 42 – 23 (15-12) referto | Austria | Arena Skövde |

| Skövde 8 dicembre 2006, ore 18:00 UTC+1 | Austria | 32 – 27 (17-10) referto | Serbia | Arena Skövde |

| Skövde 8 dicembre 2006, ore 20:15 UTC+1 | Macedonia | 22 – 30 (10-16) referto | Ungheria | Arena Skövde |

| Skövde 10 dicembre 2006, ore 15:00 UTC+1 | Austria | 28 – 25 (15-15) referto | Macedonia | Arena Skövde |

| Skövde 10 dicembre 2006, ore 17:15 UTC+1 | Ungheria | 35 – 27 (16-10) referto | Serbia | Arena Skövde |

### Gruppo B

#### Classifica finale
| Pos. | Squadra  | Pt | G | V | N | P | GF  | GS  | DR  |
| ---- | -------- | -- | - | - | - | - | --- | --- | --- |
| 1.   | Norvegia | 6  | 3 | 3 | 0 | 0 | 102 | 63  | +39 |
| 2.   | Germania | 4  | 3 | 2 | 0 | 1 | 83  | 77  | +6  |
| 3.   | Polonia  | 2  | 3 | 1 | 0 | 2 | 75  | 92  | -17 |
| 4.   | Slovenia | 0  | 3 | 0 | 0 | 3 | 80  | 108 | -28 |

#### Risultati
| Göteborg 7 dicembre 2006, ore 17:00 UTC+1 | Germania | 30 – 20 (14-9) referto | Polonia | Scandinavium |

| Göteborg 7 dicembre 2006, ore 19:15 UTC+1 | Norvegia | 43 – 20 (19-9) referto | Slovenia | Scandinavium |

| Göteborg 8 dicembre 2006, ore 17:00 UTC+1 | Slovenia | 30 – 31 (13-18) referto | Germania | Scandinavium |

| Göteborg 8 dicembre 2006, ore 19:15 UTC+1 | Polonia | 21 – 32 (12-18) referto | Norvegia | Scandinavium |

| Göteborg 10 dicembre 2006, ore 14:15 UTC+1 | Slovenia | 30 – 34 (10-18) referto | Polonia | Scandinavium |

| Göteborg 10 dicembre 2006, ore 16:30 UTC+1 | Norvegia | 27 – 22 (15-9) referto | Germania | Scandinavium |

### Gruppo C

#### Classifica finale
| Pos. | Squadra | Pt | G | V | N | P | GF | GS | DR  |
| ---- | ------- | -- | - | - | - | - | -- | -- | --- |
| 1.   | Russia  | 6  | 3 | 3 | 0 | 0 | 97 | 69 | +28 |
| 2.   | Croazia | 4  | 3 | 2 | 0 | 1 | 67 | 70 | -3  |
| 3.   | Svezia  | 2  | 3 | 1 | 0 | 2 | 57 | 69 | -12 |
| 4.   | Ucraina | 0  | 3 | 0 | 0 | 3 | 73 | 86 | -13 |

#### Risultati
| Stoccolma 7 dicembre 2006, ore 17:45 UTC+1 | Russia | 27 – 22 (14-10) referto | Croazia | Hovet |

| Stoccolma 7 dicembre 2006, ore 20:15 UTC+1 | Ucraina | 18 – 22 (8-11) referto | Svezia | Hovet |

| Stoccolma 9 dicembre 2006, ore 15:00 UTC+1 | Croazia | 24 – 23 (11-11) referto | Ucraina | Hovet |

| Stoccolma 9 dicembre 2006, ore 17:15 UTC+1 | Svezia | 15 – 30 (7-15) referto | Russia | Hovet |

| Stoccolma 10 dicembre 2006, ore 14:00 UTC+1 | Russia | 40 – 32 (18-19) referto | Ucraina | Hovet |

| Stoccolma 10 dicembre 2006, ore 16:15 UTC+1 | Croazia | 21 – 20 (10-12) referto | Svezia | Hovet |

### Gruppo D

#### Classifica finale
| Pos. | Squadra     | Pt | G | V | N | P | GF | GS | DR  |
| ---- | ----------- | -- | - | - | - | - | -- | -- | --- |
| 1.   | Spagna      | 4  | 3 | 2 | 0 | 1 | 78 | 67 | +11 |
| 2.   | Francia     | 4  | 3 | 2 | 0 | 1 | 76 | 74 | +2  |
| 3.   | Danimarca   | 4  | 3 | 2 | 0 | 1 | 77 | 71 | +6  |
| 4.   | Paesi Bassi | 0  | 3 | 0 | 0 | 3 | 65 | 84 | -19 |

#### Risultati
| Malmö 7 dicembre 2006, ore 18:00 UTC+1 | Spagna | 26 – 16 (11-9) referto | Paesi Bassi | Baltiska Hallen |

| Malmö 7 dicembre 2006, ore 20:15 UTC+1 | Danimarca | 20 – 24 (10-8) referto | Francia | Baltiska Hallen |

| Malmö 9 dicembre 2006, ore 18:00 UTC+1 | Francia | 24 – 28 (12-15) referto | Spagna | Baltiska Hallen |

| Malmö 9 dicembre 2006, ore 20:15 UTC+1 | Paesi Bassi | 23 – 30 (12-17) referto | Danimarca | Baltiska Hallen |

| Malmö 10 dicembre 2006, ore 16:15 UTC+1 | Danimarca | 27 – 24 (17-12) referto | Spagna | Baltiska Hallen |

| Malmö 10 dicembre 2006, ore 18:30 UTC+1 | Francia | 28 – 26 (11-13) referto | Paesi Bassi | Baltiska Hallen |

## Turno principale

### Gruppo I

#### Classifica finale
| Pos. | Squadra   | Pt | G | V | N | P | GF  | GS  | DR  |
| ---- | --------- | -- | - | - | - | - | --- | --- | --- |
| 1.   | Norvegia  | 10 | 5 | 5 | 0 | 0 | 160 | 111 | +49 |
| 2.   | Germania  | 8  | 5 | 4 | 0 | 1 | 143 | 116 | +27 |
| 3.   | Ungheria  | 6  | 5 | 3 | 0 | 2 | 167 | 134 | +33 |
| 4.   | Polonia   | 4  | 5 | 2 | 0 | 3 | 130 | 156 | -26 |
| 5.   | Austria   | 2  | 5 | 1 | 0 | 4 | 121 | 173 | -52 |
| 6.   | Macedonia | 0  | 5 | 0 | 0 | 5 | 113 | 144 | -31 |

#### Risultati
| Göteborg 12 dicembre 2006, ore 15:00 UTC+1 | Macedonia | 33 – 35 (21-16) referto | Polonia | Scandinavium |

| Göteborg 12 dicembre 2006, ore 17:00 UTC+1 | Ungheria | 27 – 34 (9-19) referto | Germania | Scandinavium |

| Göteborg 12 dicembre 2006, ore 19:15 UTC+1 | Austria | 24 – 39 (14-18) referto | Norvegia | Scandinavium |

| Göteborg 13 dicembre 2006, ore 15:00 UTC+1 | Ungheria | 37 – 21 (16-9) referto | Polonia | Scandinavium |

| Göteborg 13 dicembre 2006, ore 17:00 UTC+1 | Austria | 22 – 34 (11-19) referto | Germania | Scandinavium |

| Göteborg 13 dicembre 2006, ore 19:15 UTC+1 | Macedonia | 13 – 28 (10-17) referto | Norvegia | Scandinavium |

| Göteborg 14 dicembre 2006, ore 15:00 UTC+1 | Austria | 24 – 33 (12-20) referto | Polonia | Scandinavium |

| Göteborg 14 dicembre 2006, ore 17:00 UTC+1 | Macedonia | 20 – 23 (10-10) referto | Germania | Scandinavium |

| Göteborg 14 dicembre 2006, ore 19:15 UTC+1 | Ungheria | 31 – 34 (16-17) referto | Norvegia | Scandinavium |

### Gruppo II

#### Classifica finale
| Pos. | Squadra   | Pt | G | V | N | P | GF  | GS  | DR  |
| ---- | --------- | -- | - | - | - | - | --- | --- | --- |
| 1.   | Russia    | 10 | 5 | 5 | 0 | 0 | 145 | 112 | +33 |
| 2.   | Francia   | 6  | 5 | 3 | 0 | 2 | 122 | 117 | +5  |
| 3.   | Svezia    | 4  | 5 | 2 | 0 | 3 | 109 | 120 | -11 |
| 4.   | Croazia   | 4  | 5 | 2 | 0 | 3 | 117 | 120 | -3  |
| 5.   | Spagna    | 4  | 5 | 2 | 0 | 3 | 124 | 133 | -9  |
| 6.   | Danimarca | 2  | 5 | 1 | 0 | 4 | 118 | 133 | -15 |

#### Risultati
| Stoccolma 12 dicembre 2006, ore 16:00 UTC+1 | Croazia | 27 – 29 (15-16) referto | Spagna | Hovet |

| Stoccolma 12 dicembre 2006, ore 18:00 UTC+1 | Russia | 25 – 24 (10-11) referto | Francia | Hovet |

| Stoccolma 12 dicembre 2006, ore 20:15 UTC+1 | Svezia | 27 – 22 (15-12) referto | Danimarca | Hovet |

| Stoccolma 13 dicembre 2006, ore 16:00 UTC+1 | Croazia | 21 – 22 (10-8) referto | Francia | Hovet |

| Stoccolma 13 dicembre 2006, ore 18:00 UTC+1 | Svezia | 24 – 19 (10-10) referto | Spagna | Hovet |

| Stoccolma 13 dicembre 2006, ore 20:15 UTC+1 | Russia | 32 – 27 (17-13) referto | Danimarca | Hovet |

| Stoccolma 14 dicembre 2006, ore 16:00 UTC+1 | Svezia | 23 – 28 (13-13) referto | Francia | Hovet |

| Stoccolma 14 dicembre 2006, ore 18:00 UTC+1 | Croazia | 26 – 22 (16-9) referto | Danimarca | Hovet |

| Stoccolma 14 dicembre 2006, ore 20:15 UTC+1 | Russia | 31 – 24 (14-11) referto | Spagna | Hovet |

## Fase a eliminazione diretta

### Tabellone
|  | Semifinali | Semifinali | Semifinali |        |          | Finale          | Finale          | Finale          |  |
|  |            |            |            |        |          |                 |                 |                 |  |
|  | Norvegia   | Norvegia   | 28         |        |          |                 |                 |                 |  |
|  | Norvegia   | Norvegia   | 28         |        |          |                 |                 |                 |  |
|  | Francia    | Francia    | 24         |        |          |                 |                 |                 |  |
|  | Francia    | Francia    | 24         |        | Norvegia | Norvegia        | 27              |                 |  |
|  |            |            |            |        | Norvegia | Norvegia        | 27              |                 |  |
|  |            |            | Russia     | Russia | 24       |                 |                 |                 |  |
|  | Germania   | Germania   | Russia     | Russia | 24       | 29              |                 |                 |  |
|  | Germania   | Germania   |            |        |          | 29              |                 |                 |  |
|  | Russia     | Russia     | 33         |        |          | Finale 3º posto | Finale 3º posto | Finale 3º posto |  |
|  | Russia     | Russia     | 33         |        |          |                 |                 |                 |  |
|  |            |            |            |        |          |                 |                 |                 |  |
|  |            |            |            |        |          | Francia         | Francia         | 29              |  |
|  |            |            |            |        |          | Francia         | Francia         | 29              |  |
|  |            |            |            |        |          | Germania        | Germania        | 25              |  |

### Semifinali
| Stoccolma 16 dicembre 2006, ore 14:30 UTC+1 | Germania | 29 – 33 (13-16) referto | Russia | Hovet (3 100 spett.) |

| Stoccolma 16 dicembre 2006, ore 17:00 UTC+1 | Norvegia | 28 – 24 (15-12) referto | Francia | Hovet (4 000 spett.) |

### Finale 5º posto
| Stoccolma 16 dicembre 2006, ore 12:00 UTC+1 | Ungheria | 32 – 25 (17-12) referto | Svezia | Hovet (2 500 spett.) |

### Finale 3º posto
| Stoccolma 17 dicembre 2006, ore 13:30 UTC+1 | Francia | 29 – 25 (14-11) referto | Germania | Hovet (4 000 spett.) |

### Finale
| Stoccolma 17 dicembre 2006, ore 16:00 UTC+1 | Norvegia | 27 – 24 (16-12) referto | Russia | Hovet (5 000 spett.) |

## Classifica finale
| Pos.    | Nazione     |
| ------- | ----------- |
| Oro     | Norvegia    |
| Argento | Russia      |
| Bronzo  | Francia     |
| 4       | Germania    |
| 5       | Ungheria    |
| 6       | Svezia      |
| 7       | Croazia     |
| 8       | Polonia     |
| 9       | Spagna      |
| 10      | Austria     |
| 11      | Danimarca   |
| 12      | Macedonia   |
| 13      | Ucraina     |
| 14      | Serbia      |
| 15      | Paesi Bassi |
| 16      | Svezia      |

|  | Qualificata ai campionato mondiale 2007 e ai Giochi della XXIX Olimpiade |
|  | Qualificata al campionato mondiale 2007                                  |

| Rosa della nazionale norvegese Marit Malm Frafjord, Terese Pedersen, Gro Hammerseng, Kristine Lunde, Marianne Rokne, Katrine Lunde, Else-Marthe Sørlie, Gøril Snorroeggen, Anette Hovind Johansen, Karoline Dyhre Breivang, Kari Aalvik Grimsbø, Ragnhild Aamodt, Anne Kjersti Suvdal, Kari Mette Johansen, Linn-Kristin Riegelhuth, Katja Nyberg e Tonje Nøstvold Allenatore: Marit Breivik |

## Statistiche

### Classifica marcatrici
Fonte:.
| Pos. | Nome                | Nazionale | Reti |
| ---- | ------------------- | --------- | ---- |
| 1    | Nadine Krause       | Germania  | 58   |
| 2    | Karolina Kudłacz    | Polonia   | 48   |
| 3    | Tanja Logvin        | Austria   | 46   |
| 4    | Gro Hammerseng      | Norvegia  | 41   |
| 4    | Kari Mette Johansen | Norvegia  | 41   |
| 4    | Grit Jurack         | Germania  | 41   |
| 7    | Marina Naukovič     | Macedonia | 40   |
| 8    | Ibolya Mehlmann     | Ungheria  | 37   |
| 9    | Angélique Spincer   | Francia   | 35   |
| 10   | Susana Fraile       | Spagna    | 34   |
| 10   | Elena Polenova      | Russia    | 34   |

## Premi individuali
Migliori 7 giocatrici del torneo.
| Ruolo               | Giocatrice          |
| ------------------- | ------------------- |
| Migliore giocatrice | Gro Hammerseng      |
| Portiere            | Inna Suslina        |
| Ala sinistra        | Kari Mette Johansen |
| Terzino sinistro    | Nadine Krause       |
| Centrale            | Gro Hammerseng      |
| Terzino destro      | Ibolya Mehlmann     |
| Ala destra          | Annika Wiel Fréden  |
| Pivot               | Ljudmila Bodnieva   |